# Kurtzina beta
Kurtzina beta is een slakkensoort uit de familie van de Mangeliidae.